# バカバカしいの!
『バカバカしいの!』は、ガモウひろ椎野による日本のギャグ漫画作品。連載前の読み切りとして『週刊少年ジャンプ』（集英社）2000年31号に初掲載。2000年49号より2001年10号まで連載された。全12話、ジャンプ・コミックス全1巻。
主人公・椎野望摩（しいののぞま）が東武伊勢崎線越谷駅から電車で5分のところにある架空の王国椎野王国に行き王子となり、名後（ナゴー）と戦う物語。
椎野王国などでは人名の表示が「苗字－名前」の順番の日本と違い、「名前－苗字」の順番であり、それをもとに名前を使ったギャグが多く使われる。

## 登場人物

### 主要登場人物
椎野 望摩（しいの のぞま）／のぞま 椎野（のぞま しいの）
本作の主人公で、なん中学校？に通う中学2年生の少年。一人称は「僕」。平凡な学生生活を送っていたある日、ひょんな事から自身が椎野王国の国王の血を引く王子であったことが判明する。その後、くわ椎野から与えられた『1000の名前が入った名札』の能力を使って、「〜椎野」にまつわる様々な姿に変身し、名後との戦いに身を投じていく。
最終話で父が死去したことと、美伊奈の後押しもあり、正式に椎野王国の王座を継承し、国立椎野王国高等学校へ進学。1万ネームパワーを操れるようになった5年後に女神となった美伊奈と結ばれた。
くわ椎野（くわしいの）
椎野王国の家臣。顔が鍬の姿で背中に背負った巨大な辞書の中に多数の辞書を搭載している。一人称は「儂」。望摩に様々な助言を与える。
かわいら椎野（かわいらしいの）
椎野王国の住人でくわ椎野の孫娘。可愛らしい容姿で、語尾に「ねっねっ」と付けることが多い。
うたがわ椎野（うたがわしいの）
椎野王国の家臣。頭に唇を付けている。一人称は「俺」。疑わしい性格。年齢は望摩と美伊奈が結ばれた時点で40歳であった。
あや椎野（あやしいの）
椎野王国の家臣。容姿から思考まで怪しいが、怪しいだけで戦闘能力はない。
さわが椎野（さわがしいの）
椎野王国の家臣。大声で話す癖がある。
うれ椎野（うれしいの）
椎野王国の家臣。常に嬉しそうに騒いでいる。
椎野王国国王
椎野王国の国王で、望摩の父。本名はこうごう椎野。一人称は「私」。「自分の名前に誇りを持て! 名前には 意味があり 名は体を表す こじつけでもいい!!」という言葉を望摩に残している。
望摩が生まれた直後にうっとお椎野の姿で名後のアジトに潜入したところを捕えられ、全世界の人間の苗字を先にする方法を聞き出す為14年間瓶の中に閉じ込められ、拷問を繰り返されるなどしていた。瓶の中故に変身をためらい、さらに名札の電池切れも知らなかったためうっとお椎野（ハエ状態）のまま寿命が縮まり、望摩が名後を打倒した後に死んでしまった。

### 名後（ナゴー）一味
本作の敵対勢力。椎野王国をはじめ名前が前に来る国を次々と侵略することを目論んでいて、2000年だけでも241か国も侵略している。部下は様々な王国から集められた集団である。なお、敵対勢力でありながら、正月には椎野王国へ挨拶回りに行ったりしている。
名後（ナゴー）
名後一味のボス。全身黒づくめの容姿をし、様々な部下を使って望摩達に戦いを挑んでいく。一人称は「吾輩」。
その正体は松吉王国の住人『きんた松吉』で、悪事をたくらむ理由は、幼少期に父親『あく松吉』によってきんた松吉と名付けられたことで虐めにあったのが動機である。さらに、松吉王国は2つ名前を付けられることから、昭和41年（丙午）生まれである故に『ひのうえ松吉』にも変身できる（こちらも、父によって名付けられた名前である）。望摩とのボクシング対決の後は改心し、お笑い芸人になった。
前田 みょうじ（まえだ みょうじ）
名後の部下で、なん中学校？3年生として潜伏。望摩に最初に戦いを挑み、敗北した。
一文字 ちぇんじ（いちもんじ ちぇんじ）
名後の部下。名札の文字を1文字変えてその人物の性格を変えてしまう能力を持っている。望摩との戦いでは、自身に有利にまろうとして自分の名前を変え続けた（2文字ちぇんじを経て、4文字ちぇんじ、さらに5文字ちぇんじ、100万文字ちぇんじへと変えた）結果、文字を名札の中に入らなくなったため、自爆した（その際、被害にあったくわ椎野とあや椎野は元に戻った）。
大場 くはつ（だいば くはつ）
名後の部下で、人間爆弾。警官に変装して日本全土を道連れに自爆する事を企むが、本当は自爆したくなく、それを読み取った望摩によって自爆を止められた。
木戸 らえもん（きど らえもん）
名後の部下で電車の運転手。どこでもドアの様に電車を様々な場所にワープさせ、望摩たちを椎野王国に行かせない様にしたが、望摩の能力で椎野王国の運転手『えらばれ椎野』に転生した。
安藤 ロイド（あんど ろいど）
名後の部下の巨大ロボット。望摩の能力で変身した『いまめか椎野』と戦い、敗北。
早見 はるぞう（はえみ はるぞう）
名後の部下で、望摩の父を飼育係として監禁していた。望摩と名後のボクシングでの直接対決では、レフェリーを務めた。
矢田 せいや（やだ せいや）
名後の部下で、矢の生えたぬりかべのような姿をしている（体はセメント製）。クリスマスイブを嫌っている一方、クリスマスは大好きで、クリスマスを迎えた瞬間望摩との戦いを放棄し、クリスマスを楽しみに走り去っていった。
今田 そげき（いまだ そげき）
名後の部下。狙撃手で、「いまだ」という声を耳にするごとに拳銃で一発撃ってしまうという癖がある。妹に『今田いくよ』がいる。
今田 さすけ（いまだ さすけ）
名後の部下。忍者のような姿をしていて、「いまだ」という声を耳にするごとに刀剣で刺してしまうという癖がある。
瀬湖 んど（せこ んど）
名後の部下で、望摩と名後のボクシングでの直接対決では、名後のセコンドを務めた。

### その他
望摩の母
望摩の母で、旧姓は『野田 姫菜』（のだ ひめな）。年齢は初登場時31歳。一人称は「私」。16歳の時にたまたま白馬で通りかかった望摩の父と出会い結婚、息子の望摩を授かる。望摩には15年後に偶然真実を知るまでは、何も明かさなかった。
黒須 さんた（くろす さんた）
黒須王国の住人。元は『さんた 黒須』という名前であったが、名後に侵略されたため、上記の名前になっていた。
クリス 増田（くりす ますだ）
増田王国の住人で、クリスマスツリーの姿をしている。何故か矢田とは仲が良い。
須田 美伊奈（すだ みいな）／ 美伊奈 須田（ビイナ すだ）
望摩のクラスメイトで望摩が好意を寄せているクラスのマドンナの少女。
その正体は、須田王国のハーフで、冬休みに須田王国の家臣からのスカウトを受け、父の反対を押し切り国立須田王国高校への進学を決める。その後望摩への愛の告白の意味も込めて彼にバレンタインのチョコを渡した。女神になった3年後は花嫁修業のため須田王国の大学に進学した。
さらに2年後に須田王国の王子・プリン須田との婚約が内定したが、それを拒否し望摩と結婚する道を選ぶ。それは望摩の1万ネームパワーと共に世界を自分の思い通りにするためでもあった。

## 用語
1000の名前が入った名札
本作に登場する重要なアイテム。王子は1000種類の名前が入っているが、国王になると10倍の10000種類に増える。
望摩やその父が形容詞に「〜しいの」とつけた言葉を言うことで様々な姿に変身できる（例「りりしい」⇒「りり椎野」、バカバカしい⇒「バカバカ椎野」など）。電源は単4電池2本で、年に1度替える必要がある。また、不正に使用しようとすると、その能力は名札から削除され永遠に使用出来なくなる。さらに能力ごとに使用できる回数が違っていて、特に一部の能力は「スペシャルな椎野」として年に1回しか使えない。
なお、当作品のタイトルの由来となった「バカバカ椎野」に変身したのは、最初の1回のみである（各話の扉絵も含めても2回のみ）。

## サブタイトル
全ての話に数字が組み込まれている。
- おバカ1 俺のハイキックは1（ワン）ダフル!
- おバカ2 2ー（ツー）か、風邪に御用心!
- おバカ3 おバカ3（さん）ったらおバカさん
- おバカ4 バカバカ4（しー）の!
- おバカ5 5（いつ）からか『風と木の詩』
- おバカ6 出会い…そして6（む）ごい別れ
- おバカ7 バカ7（な）クリスマスだ
- おバカ8 ニューイ8（ヤー）早々 王子最期の日 [新春特別企画入り]
- おバカ9 オバ9（キュ～ッ）緊急 名札が定休
- おバカ10 バカ言っ10（テン）じゃないわよ～っ
- おバカ11 ラウンド11（イレブン） 魔の11ラウンド
- おバカ12 12時までのシンデレラ

## 単行本
- ガモウひろ椎野 『バカバカしいの！』 集英社〈ジャンプ・コミックス〉、全1巻（読切版は未収録）。
  1. 2001年5月6日発売、ISBN 978-4-08-873117-9